# Praia de Quiaios

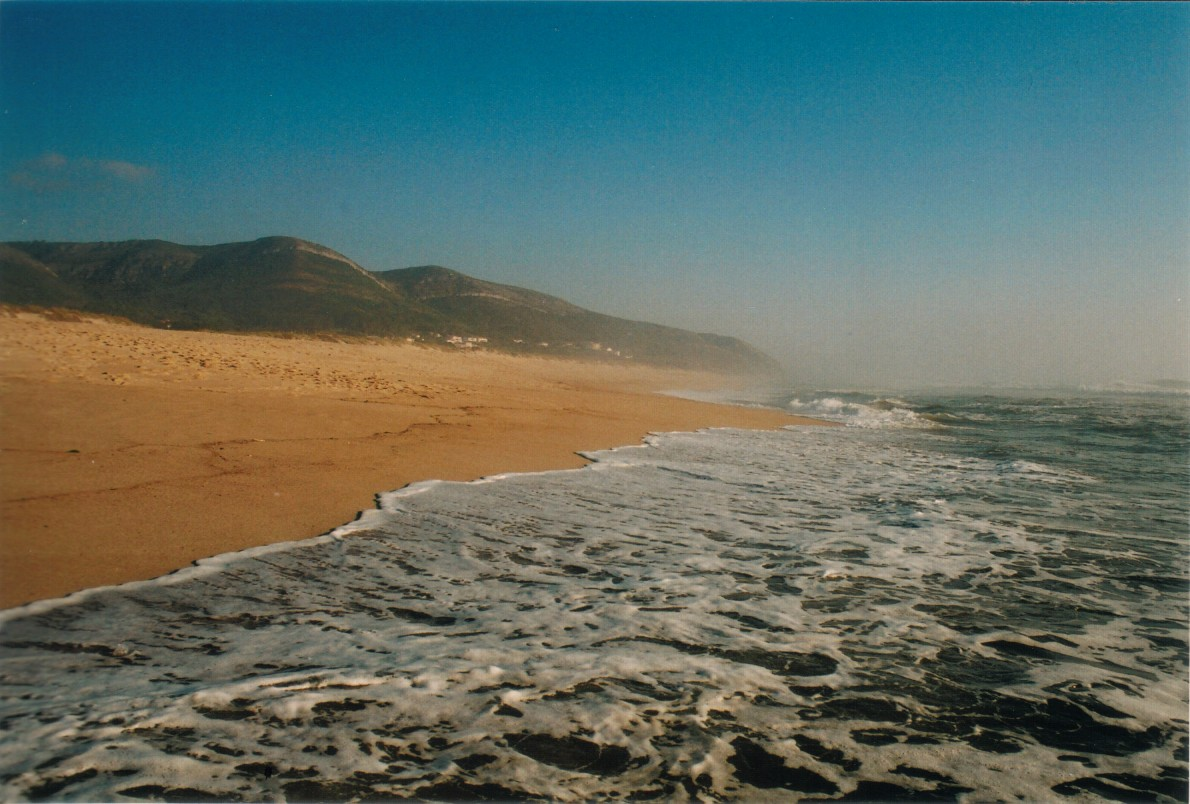
Die Praia de Quiaios, im Hintergrund die Erhebungen der Serra da Boa Viagem

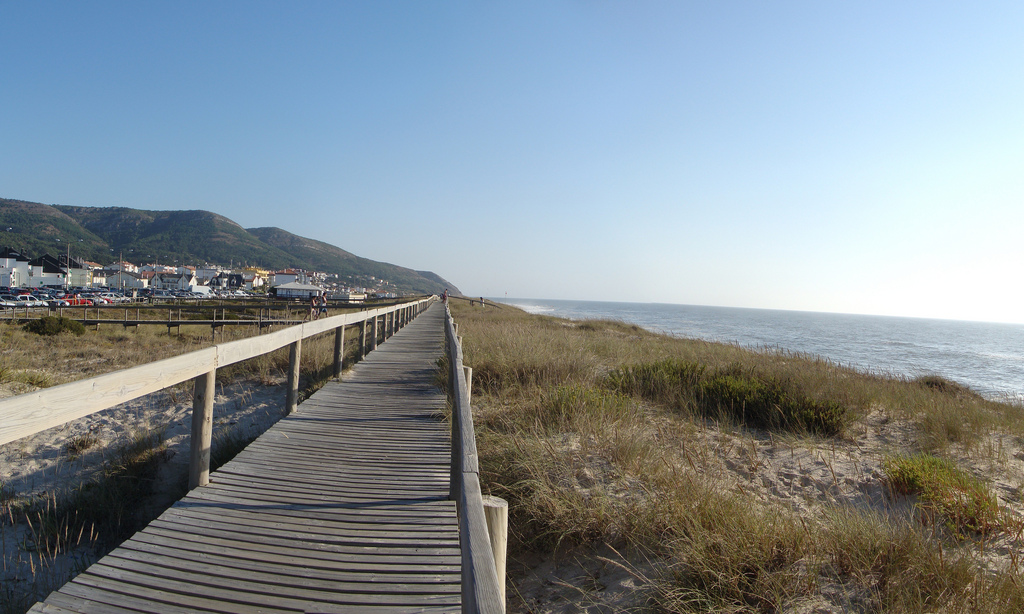
Einige der Strandzugänge, im Hintergrund der Ort Quiaios vor dem Cabo Mondego

Die Praia de Quiaios (dt.: Strand von Quiaios) ist ein Strand oberhalb des Cabo Mondego. Er gehört zum gleichnamigen Ort, der in der Gemeinde (Freguesia) von  Quiaios liegt, welche zum Kreis (Concelho) von Figueira da Foz gehört.
Er ist ein breiter, heller Sandstrand, der außerhalb der Saison kaum aufgesucht wird. Der Strand ist dazu ein Surfspot, und bei Sportfischern beliebt.
Der Strand ist überregional noch kaum bekannt, jedoch touristisch erschlossen. So befindet sich u. a. ein Campingplatz hier, ein Vier-Sterne-Hotel, und eine Vielzahl Ferienwohnungen.
Alljährlich findet hier im Sommer das internationale Woodrock-Rockfestival statt, das sich vor allem dem Stoner Rock, dem Doom Metal und verwandten Spielarten der Metal- und Rockmusik widmet. Für den 16. bis 18. Juli 2020 ist die achte Ausgabe des Musikfestivals geplant, angekündigt sind u. a. die Bands Witchcraft aus Schweden, Jucifer aus den USA und Zaum aus Kanada.